# ورنن (اکلاهما)
ورنن، اکلاهما (به انگلیسی: Vernon, Oklahoma) یک منطقهٔ مسکونی در ایالات متحده آمریکا است که در شهرستان مک‌اینتاش، اکلاهما واقع شده‌است.

## خصوصیات
ورنن ۲۱۲٫۱۴ متر بالاتر از سطح دریا واقع شده‌است.